# Tardelcuende
Tardelcuende est une commune espagnole de la province de Soria en Castille-et-León.

## Histoire
Au Moyen Âge, ce lieu appartenait à la Comunidad de Villa y Tierra de Soria, faisant partie du Sexmo de Lubia.
Sur la base des données du recensement des pecheros de 1528, qui n'incluait pas les ecclésiastiques, les nobles et les notables, on enregistre l'existence de 71 pecheros, c'est-à-dire des unités familiales soumises à l'impôt. Dans le manuscrit original, la localité apparaît sous le nom de Taldelquende.
Sur le territoire de l'actuelle commune, la bataille d'Osonilla a eu lieu en 1811 pendant la guerre d'indépendance.
À la chute de l'Ancien Régime, la ville devint une commune constitutionnelle de la région de Castilla la Vieja, dans le district de Soria, et au recensement de 1842, elle comptait 56 foyers et 274 habitants.